# Rolf Tophoven

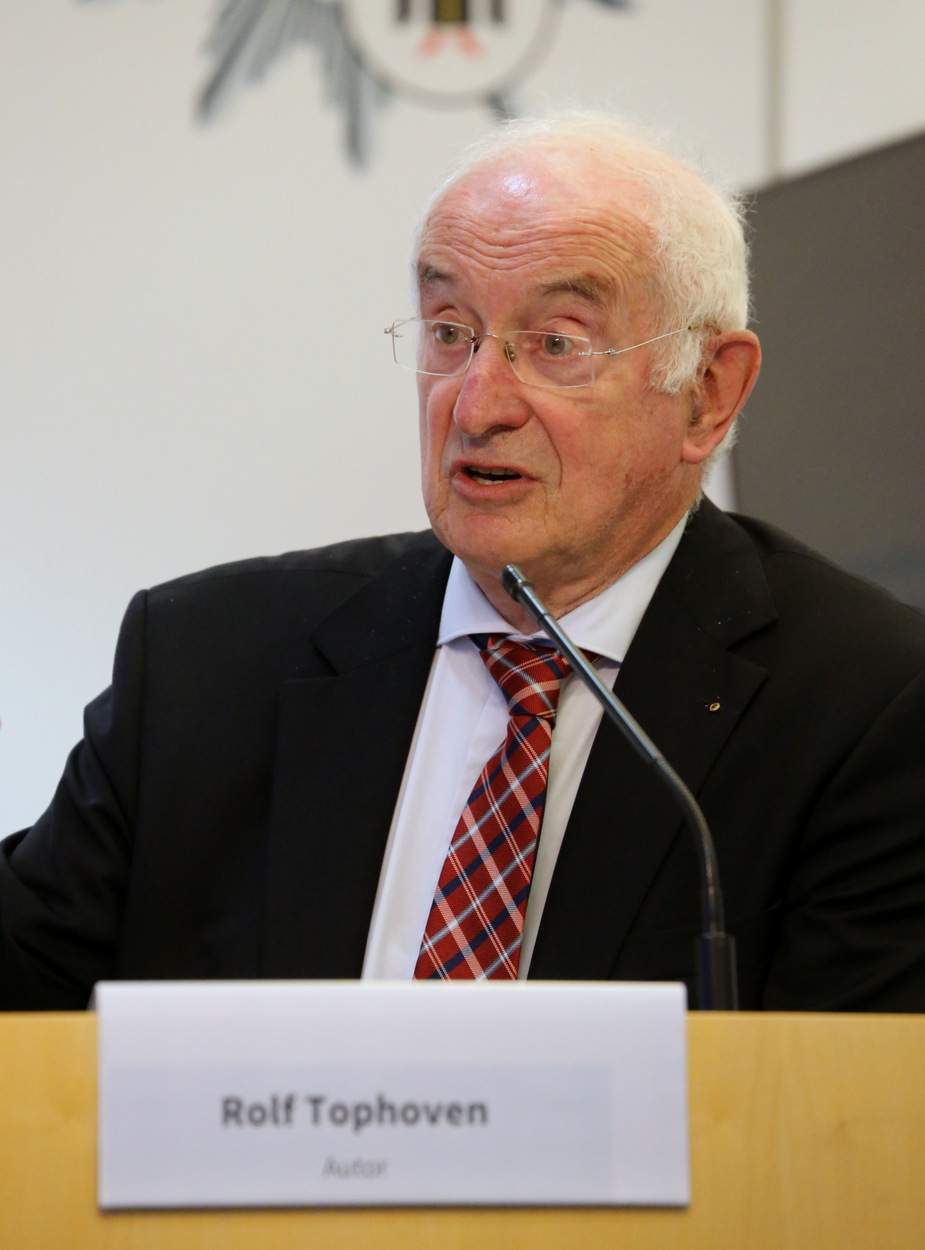
Rolf Tophoven (2020)

Rolf Tophoven (* 1937) ist ein deutscher Journalist. Er ist seit den 1970er Jahren als Terrorismusexperte bekannt.

## Leben
Tophoven studierte Germanistik sowie Geschichtswissenschaft mit den Schwerpunkten Militärgeschichte und Guerillakriegsführung an der Universität Münster und schloss dieses mit dem Zweiten Staatsexamen ab. Während des Studiums wurde er 1959 Mitglied der katholischen Studentenverbindung Saxonia Münster im Cartellverband der katholischen deutschen Studentenverbindungen. Im Anschluss an sein Studium war Tophoven Lehrer für die Fächer Geschichte, Politik und Deutsch am Hugo-Junkers-Gymnasium in Rheydt.
Tophoven führte stellvertretend und zusammen mit Hans Josef Horchem, dem langjährigen Leiter des Landesamtes für Verfassungsschutz in Hamburg, von dessen Gründung 1986 bis zu seiner Auflösung 1993 das Institut für Terrorismusforschung in Bonn. Seit der Wiedergründung als Institut für Terrorismusforschung und Sicherheitspolitik am 11. September 2003, dem zweiten Jahrestag der Flugzeugattentate in den USA, ist er Leiter der in Essen ansässigen Einrichtung, die eigene Forschung betreibt und politische Ziele verfolgt. Tophoven gehört des Weiteren dem Staatsbürgerlichen Beirat der Annette-Barthelt-Stiftung an.
Tophoven lebt in Grefrath.

## Leistungen
Tophoven gilt als Experte für Terrorismus und andere sicherheitspolitische Fragen. Neben Zeitungsartikeln, unter anderem für Die Welt, hat er mehrere Schriften zum Nahost-Konflikt, zur GSG 9 und zum militanten Islamismus veröffentlicht.
Die RAF-Häftlinge hatten sein Buch Fedayin in ihrer Stammheimer Bücherei.
Mit seinen Äußerungen zu Geiselnahmen im Rahmen des Tschetschenien-Konflikts stellte er eine ideologische Verbindung der dortigen Täter mit Al-Qaida her.

## Veröffentlichungen (Auswahl)
- Fedayin. Guerilla ohne Grenzen, München 1975
- Politik durch Gewalt. Guerilla und Terrorismus heute, Bonn 1976
- GSG 9. Kommando gegen Terrorismus Bonn 1977, ISBN 3-7637-5445-8
- Terrorismus und Guerilla, Berlin 1982, ISBN 3-590-54809-6
- Sterben für Allah. Die Schiiten und der Terrorismus, Düsseldorf 1993, ISBN 3-612-26038-3
- Der israelisch-arabische Konflikt, Bonn 1999
- Das Terrorismus-Lexikon. Täter, Opfer und Hintergründe, mit Kai Hirschmann und Wilhelm Dietl, Frankfurt am Main 2006, ISBN 978-3-8218-5642-1
- Der Nahost-Konflikt. Dokumente, Kommentare und Meinungen, mit Kinan Jaeger, Bonn 2011
- Rainer Glatz: Am Hindukusch – und weiter? Die Bundeswehr im Auslandseinsatz: Erfahrungen, Bilanzen, Ausblicke. Hrsg.: Rolf Tophoven. 1. Auflage. Bundeszentrale für politische Bildung, Bonn 2015, ISBN 978-3-8389-0584-6.
- Der „Islamische Staat“: Geschlagen, nicht besiegt. Herausforderung und Abwehr. Schriftenreihe der Bundeszentrale für politische Bildung Band 10571, Bonn 2020, ISBN 978-3-7425-0571-2.